# Hindeodus parvus
Espèce
Synonymes
Anchignathodus parvus
Hindeodus parvus est une espèce éteinte de conodontes de l'ordre des Ozarkodinida, ou conodontes complexes, et de la famille des Anchignathodontidae. 
Les fossiles de l'espèce ont été trouvés dans des terrains datant du Trias en Arménie, en Autriche, en Hongrie, en Italie, dans le Svalbard et Jan Mayen en Europe, en Inde, au Japon, à Oman, en Asie. On en a aussi trouvée dans des terrains du Permien et du Trias en Chine.
En stratigraphie, le sommet du Changhsingien (qui est aussi la base de l'étage de l'Indusien et du système du Trias) est placé à la première apparition de Hindeodus parvus.